# رادولف لوئیس
رادولف لوئیس (انگلیسی: Rudolph Lewis؛ ۱۲ ژوئیه ۱۸۸۷ – ۲۹ اکتبر ۱۹۳۳) دوچرخه‌سوار اهل آفریقای جنوبی بود.
از افتخارات وی میتوان به کسب مدال طلا تایم تریل در بازی‌های المپیک تابستانی ۱۹۱۲ اشاره کرد.